# Syngonium hastifolium
Syngonium hastifolium är en kallaväxtart som beskrevs av Adolf Engler. Syngonium hastifolium ingår i släktet Syngonium och familjen kallaväxter. Inga underarter finns listade.